# Anolis ahli
Espèce
Synonymes
- Norops ahli (Barbour, 1925)

Statut de conservation UICN

 EN B1ab(iii) : En danger
Anolis ahli est une espèce de sauriens de la famille des Dactyloidae. 

## Répartition
Cette espèce est endémique de Cuba. Elle se rencontre dans la Sierra de Trinidad.
Son habitat est menacé par la déforestation liée aux activités humaines (agriculture, urbanisation).

## Description
Les mâles mesurent jusqu'à 55 mm et les femelles jusqu'à 48 mm.

## Étymologie
Cette espèce est nommée en l'honneur d'Ernst Ahl.

## Publication originale
- Barbour, 1925 : A new Cuban Anolis. Occasional papers of the Boston Society of Natural History, vol. 5, p. 167-168 (texte intégral).